# Xương đòn
Xương đòn là một xương dài, tạo đên phần trụ của đai vai. Xương năm ngang phía trước và trên của ngực. Thân xương dẹp, dáng cong chữ S (khi nhìn từ trên xuống). Đầu xương phía ngoài khớp với mỏm cùng vai của xương vai, còn đầu xương phía trong khớp với xương ức. Khi lộ ra trên cơ thể người mảnh khảnh, xương này có thể được gọi là xương quai xanh. Xương đòn ở người châu Á thường mảnh hơn người thuộc các chủng tộc khác. Mỗi người có hai xương đòn ở hai bên.

## Chi tiết
Xương đòn có thể được chia thành thân xương và hai đầu xương. Điểm dễ gãy của xương đòn là chỗ nối giữa 1/3 ngoài và 2/3 trong.

### Thân xương
Thân xương có hai mặt, hai bờ:
- Mặt trên: phía ngoài gồ ghề, phía trong trơn nhẵn, sờ rất rõ ngay dưới da.
- Mặt dưới: rất gồ ghề, phía trong có ấn dây chằng sườn đòn để dây chằng sườn đòn bám vào và ở phía ngoài có củ nón và đường thang để dây chằng nó và dây chằng thang bám. Ở phía giữa của mặt dưới có một rãnh nằm dọc theo xương để cơ dưới đòn bám.
- Bờ trước: phía ngoài lõm, mỏng và gồ ghề, phía trong lồi và dày
- Bờ sau: phía ngoài lồi, gồ ghề, phía trong lõm

### Đầu ức
Đầu ức là đầu bên trong. Nó dày và to, có diện khớp ức để khớp nối với xương ức

### Đầu cùng vai
Đầu cùng vai là đầu ở ngoài. Nó dẹt và rộng, có diện khớp mỏm cùng vai để khớp nối với mỏm cùng vai của xương vai. 